# Jean Laurent Prosper Louis
Jean Laurent Prosper Louis (Herre, 23 de diciembre de 1903 - 9 de enero de 1947) fue un botánico francés, que trabajó como profesor en el Museo Nacional de Historia Natural de Francia, de París, y en el Departamento de Sistemática y Evolución del CNRS. Era especialista en fabáceas, especialmente de Madagascar.

## Eponimia
| - (Annonaceae) Monodora louisii Boutique - (Araceae) Anthurium louisii Croat & R.A.Baker - (Asteraceae) Cirsium louisii J.Thiébaut - (Celastraceae) Salacia louisii R.Wilczek - (Combretaceae) Combretum louisii Liben - (Crassulaceae) Sedum louisii (J.Thiébaut & Gomb.) Gomb. | - (Cucurbitaceae) Melothria louisii Robyns - (Euphorbiaceae) Pycnocoma louisii J.Léonard - (Fabaceae) Dalbergia louisii Cronquist - (Lentibulariaceae) Pinguicula louisii Markgr. - (Melastomataceae) Dissotis louisii Jacq.-Fél. - (Menispermaceae) Tiliacora louisii Troupin | - (Moraceae) Ficus louisii Boutique & J.Léonard - (Ochnaceae) Campylospermum louisii Biss. & Sosef - (Ophioglossaceae) Cheiroglossa louisii (Taton) Pic.Serm. - (Pedaliaceae) Proboscidea louisiana (Mill.) Wooton & Standl. - (Rhizophoraceae) Cassipourea louisii Liben - (Rubiaceae) Psychotria louisii E.M.A.Petit | - (Rutaceae) Vepris louisii Gilbert - (Salicaceae) Salix louisii A.Camus & Gomb. - (Sterculiaceae) Cola louisii R.Germ. - (Thymelaeaceae) Craterosiphon louisii R.Wilczek ex A.Robyns - (Tiliaceae) Grewia louisii R.Wilczek - (Vitaceae) Cissus louisii Dewit |